# Intifada de Março
Intifada de Março (em árabe: انتفاضة مارس) foi uma revolta que eclodiu no Barém em março de 1965. O levante foi liderado por grupos de esquerda, a Frente de Libertação Nacional - Barém pedindo o fim da presença britânica no Barém e numerosos indivíduos notáveis participaram na insurreição, incluindo o ativista político do Wa'ad, Ali Rabea.
A revolta foi desencadeada pela demissão de centenas de trabalhadores baremitas no Bahrain Petroleum Company em 5 de março de 1965. Várias pessoas morreram nos confrontos, por vezes violentos entre manifestantes e a polícia.